# Война и люди
«Война и люди» известен также под названием «Война и человек» (яп. 戦争と人間, сэнсо то нингэн; англ. Men and War) — японская эпическая кинотрилогия режиссера Сацуо Ямамото, поставленная в 1970—1973 годах по одноименному роману Дзюмпея Гомикавы (впервые изданному в 1965 году). В каждом из трёх фильмов, снятых в жанре военной драмы, по две серии. Как и предыдущий военный эпос, снятый по роману Гомикавы «Удел человеческий» (1959—1961) этот амбициозный проект режиссёра Сацуо Ямамото длится более 9 часов (9 час. 25 мин., в то время как «Удел человеческий — 9 час. 47 мин.). Через судьбы своих героев авторы показывают ужасы войны, включая в длительный хронометраж события от Хуангутуньского инцидента (1928) до боёв на Халхин-Голе (1939). Водоворот этих событий затягивает не только героев фильма — членов семьи Годай, принадлежащей к дзайбацу, а и весь японский народ. Перед зрителем проходит панорама всего японского общества накануне японо-китайской войны, показаны жестокие репрессии, которые обрушили империалистические правящие круги как на захваченных в Маньчжурии и Китае территориях, так и на демократически настроенных японцах. Авторы фильма не собирались останавливаться на событиях 1939 года. По словам самого режиссёра, опубликованным в советской печати тех лет, он планировал показать и нападение японской армии 7 декабря 1941 года на Перл-Харбор и начало войны на Тихом океане; эскалацию этой войны и полный разгром имперской армии, вплоть до Токийского процесса над военными преступниками в 1946 году. Кинокомпания «Никкацу», изначально поддерживавшая проект и затем прокатывавшая фильм, прекратила финансирование, мотивировав это перерасходом средств (только первая часть обошлась студии в 350 миллионов иен) и недостаточной окупаемостью фильмов в прокате. Однако, по данным, опубликованным позднее в японской печати, фильм всё же принёс студии значительную прибыль и закрытие проекта носило чисто политический характер. Съёмки третьей части фильма были проведены при помощи СССР. Киностудия «Мосфильм» помогала японским кинематографистам, предоставив в их распоряжение большое количество военной техники времён Второй мировой войны, местность для натурных съёмок и массовку из солдат Советской Армии. В этом важном проекте задействован более чем впечатляющий актёрский состав, в который вошли звёзды японского кино первой величины Юдзиро Исихара, Рурико Асаока, Осаму Такидзава, Мицуко Мито, Рэнтаро Микуни, Эцуси Такахаси, Саюри Ёсинага, Кинъя Китаодзи, Го Като, Ёси Като, Тэцуро Тамба, Комаки Курихара, Хидэки Такахаси, Такахиро Тамура, Кёко Кисида и др.

## Война и люди. Часть 1: Увертюры судьбы

#### Сюжет
В 1928 году в новообразованном дзайбацу Годай собираются гости на вечеринку, которую глава клана Юскэ Годай устраивает в честь отъезда в Америку своего старшего сына Эйскэ. Хозяин дома, Юскэ в связи с обострением ситуации в Китае объяснил в присутствии сына Эйскэ и брата Кёскэ дальнейший курс политики дзайбацу. Кёскэ, уже побывавший в Маньчжурии, установил тайные связи с квантунской армией.
Сюнскэ, второй сын семьи Годай, познакомился со своим сверстником Кохэем Симэги. Старший брат Кохэя, Такуро был рабочим на предприятии семьи Годай, но в результате массового задержания активистов левого крыла 15 марта он был посажен в тюрьму. Сюнскэ объединяется с Кохэем и бедным художником Хайямой, всё сильнее понимая положение рабочих и общественные проблемы, происходящие вокруг. Единственная в семье Годай, кто понимает Сюнскэ — это его сестра Юкико. Юкико влюбляется в молодого импульсивного офицера, лейтенанта Цугэ.
В Маньчжурии квантунской армией организуется убийство Чжан Цзолиня с целью начать активную вооружённую оккупацию территории. Постепенно в Маньчжурии растёт антияпонское движение. Кореец Дзё Зай Рин, чью семью убили японские военные за участие в движении Саминь, и Чё Зуйхо, буржуазная дочь представителя провинциального комитета КПК в Маньчжурии Бай Юнсян, испытывающая ярость к действиям японских агрессоров, присоединяются к антияпонскому движению. Среди японцев тоже есть критически настроенные люди. Среди них — преподаватель Хаттори и сотрудник предприятия Годай — Такахата.
По приказу полковника Сэйсиро и подполковника Исивары 18 сентября 1931 года квантунская армия подрывает поезд в районе городов Мукден и Лютайго. После этого началась атака на войска Чжан Сюэляна. Это послужило началом Маньчжурского инцидента. В ходе этой битвы старший брат Кохэя Такуро освобождается из тюрьмы и примыкает к войскам, погибая на поле боя.
В 1932 году огонь войны переметнулся в Шанхай. На шанхайском фронте появляется капитан Хисаёси Цугэ.
Таким образом, множество людей было вовлечено в свирепый вихрь войны.

#### В ролях
- Осаму Такидзава — Юскэ Годай, глава дома Годай
- Синсукэ Асида — Кёскэ Годай, президент концерна Годай (брат Юскэ)
- Эцуси Такахаси — Эйскэ Годай, старший сын Юскэ Годая
- Рурико Асаока — Юкико Годай, старшая дочь Юскэ Годая
- Кандзабуро Накамура — Сюнскэ Годай, младший сын Юскэ Годая
- Хидэки Такахаси — лейтенант Хисаёси Цугэ (к концу первого фильма — капитан)
- Хидэаки Нитани — Яцуги Сёфу, инженер концерна Годай
- Мицуко Мито — Отаки, старшая горничная дома Годай
- Масао Симидзу — Дзэнбээ Итирай, бизнесмен
- Синдзиро Эхара — Коити Хайяма, художник
- Кодзи Намбара — Сиро Дзиннай, писатель
- Рэнтаро Микуни — Комадзиро Сигита
- Такэо Тии — Дзё Зай Рин, кореец
- Кодзи Такахаси — Такахата Масанори, сотрудник компании Годай
- Тиэко Мацубара — Томоко Такахата (Мотоко Обата)
- Юдзиро Исихара — Синодзаки, дипломат
- Такахиро Тамура — Фуба Манабу, врач
- Го Като — доктор Хаттори
- Кёко Кисида — проститутка-китаянка (шпионка)
- Комаки Курихара — Чё Зуйхо, китаянка
- Тэцуро Тамба — главарь шайки бандитов, китаец
- Акира Яманоути — подполковник Исихара
- Хидэдзи Оотаки — китаец Лю

#### Премьеры
- — национальная премьера фильма состоялась 14 августа 1970 года[4].
- — премьерный показ в США 28 июня 1972 года[5].
- — фильм впервые был показан в Европе 1 ноября 1976 года в Копенгагене (Дания)[5].

#### Награды и номинации
Кинопремия «Майнити» (1971).
- 25-я церемония награждения (за 1970 год)

- Премия за лучшую режиссёрскую работу — Сацуо Ямамото.
- Премия за лучшую работу художника-постановщика — Ёсинага Ёкоо и Хироси Фукатами.
- Премия за лучшую работу звукооператора — Цунэо Фуруяма.

Премия журнала «Кинэма Дзюмпо» (1971)
- Фильм выдвигался на премию «Кинэма Дзюмпо» в номинации за лучший фильм 1970 года, по результатам голосования занял 2-е место.

## Война и люди. Часть 2: Любви и печали гор и рек

#### Сюжет
В 1932 году происходит утверждение марионеточного правительства Маньчжоу-го.
В Японии началась жёсткая борьба с инакомыслием. Художника Хайяму арестовывают за его антивоенные идеи. Юскэ Годай, прибыв на материк, объединяет усилия со своим братом Кёскэ, у которого есть связи с квантунской армией, чтобы постепенно расширить в Маньчжурии дело Годай.
Кохэй работает на заводе и ходит в вечернюю школу. Он принимает участие в деятельности левого движения. Младшая сестра Сюнскэ, Ёрико Годай, всем сердцем любит Кохэя. Но Кохэя арестовывает полиция и заключает в тюрьму.
26 февраля 1936 года министры, осуждавшие агрессивную политику Японии были атакованы милитаристами.
Сюнскэ, не поддерживающий то, что дзайбацу Годай наживается на войне, бросил школу и отправился в Маньчжурию. Сюнскэ, влюблённый в замужнюю Ацуко Кано, хочет сбежать с ней, но терпит провал. Ему приходится отправиться в Тэнсин в качестве сотрудника корпорации Годай.
12 декабря 1936 года происходит Сианьский инцидент, в результате которого Гоминьдан и Коммунистическая партия Китая объединяют усилия, чтобы вместе сражаться против Японии. По всему Китаю распространилось антияпонское движение.
7 июля 1937 года начался инцидент на мосту Лугоу. Использовав этот инцидент, Япония ввела в действие войска по всей территории Китая. Так воспылал новый огонь войны между Японией и Китаем.
Капитан Цугэ, выступивший в генштабе за не раздувание войны с Китаем, расстаётся с Юкико и отправляется на передовую в Китай.
Кохэя, которого выпустили из тюрьмы, теперь ждёт служба в армии, поле боя и разлука с Ёрико.
Таким образом, множество людей по воле эпохи было вовлечено в свирепый вихрь войны.

#### В ролях
- Осаму Такидзава — Юскэ Годай, глава дома Годай
- Эцуси Такахаси — Эйскэ Годай, старший сын Юскэ Годая
- Рурико Асаока — Юкико Годай, старшая дочь Юскэ Годая
- Кинъя Китаодзи — Сюнскэ Годай, младший сын Юскэ Годая
- Саюри Ёсинага — Ёрико Годай, младшая дочь Юскэ Годая
- Синсукэ Асида — Кёскэ Годай, президент концерна Годай (брат Юскэ)
- Мицуко Мито — Отаки, старшая горничная дома Годай
- Кэй Ямамото — Кохэй Симэги
- Хидэки Такахаси — капитан Хисаёси Цугэ
- Синдзиро Эхара — Коити Хайяма, художник
- Кодзи Намбара — Сиро Дзиннай, писатель
- Рэнтаро Микуни — Комадзиро Сигита
- Кодзи Такахаси — Такахата Масанори, сотрудник компании Годай
- Го Като — Тацуо Хаттори
- Масако Идзуми — Куни Умэтани
- Такэо Тии — Дзё Зай Рин, кореец
- Кёко Кисида — проститутка-китаянка (шпионка)
- Комаки Курихара — Чё Зуйхо, китаянка
- Ко Нисимура — Итиро Кано
- Ёсико Сакума — Ацуко Кано, его жена
- Хисаси Игава — Хаку
- Акира Яманоути — подполковник Исихара

#### Премьеры
- — национальная премьера фильма состоялась 12 июня 1971 года[8].

#### Награды и номинации
Премия журнала «Кинэма Дзюмпо» (1972)
- Фильм выдвигался на премию «Кинэма Дзюмпо» в номинации за лучший фильм 1971 года, по результатам голосования занял 4-е место.

## Война и люди. Часть 3: Окончание

#### Сюжет
1937 год. Между Японией и Китаем идёт полномасштабная война, и японская армия всё глубже продвигается в Китай. 13 декабря была захвачена столица Нанкин. Правительство перенесло столицу в Чунцин.
Тем временем в Токио в семействе Годай празднуют свадьбу старшей дочери Юкико, давшей согласие на брак с сыном банкира Амамия. А младшая дочь Ёрико тайно выходит замуж за Кохэя Симэги перед его отправкой в войска. Узнав об этом, её отец Юскэ Годай выгоняет непослушную дочь из дома.
Младший сын семейства Годай Сюнскэ продолжает водить дружбу с бедным художником Коити Хайямой, который теперь устроился на работу на завод. Хайяма просит Сюнскэ позаботиться о бедной девушке Тома, которую родители хотели продать в публичный дом. Сюнскэ проявляет заботу о бедняжке и пристраивает Тома в свой родовой дом служанкой. Между тем, Тома превратно понимает опеку со стороны Сюнскэ и влюбляется в него. Вскоре Сюнскэ отправляется в маньчжурский филиал компании Годай, где он продолжает вести антивоенную деятельность. Тома самовольно отправляется вслед за ним на континент. Здесь они проводят ночь любви, после чего расстаются. 1939 год. Сюнскэ вербуется в армию и попадает в мясорубку боёв с советской и монгольской армией в районе Халхин-Гола.
Ёрико получила извещение о гибели Кёскэ. Однако, он всё же остался жив, сдавшись в плен китайским войскам.
Крупномасштабная битва при Халхин-Голе с советской армией приводит к поражению японских войск, уступающих количеством и военными технологиями. Пустыня Гоби превращается в кладбище, и выжившие войска возвращаются через небольшой городок. В колонне отступающих уставших солдат мы видим Сюнскэ.  Япония стоит на пороге череды обречённых на поражение битв, в преддверии войны в Тихом океане.

#### В ролях
- Осаму Такидзава — Юскэ Годай, глава дома Годай
- Эцуси Такахаси — Эйскэ Годай, старший сын Юскэ Годая
- Рурико Асаока — Юкико Годай, старшая дочь Юскэ Годая
- Кинъя Китаодзи — Сюнскэ Годай, младший сын Юскэ Годая
- Саюри Ёсинага — Ёрико Годай, младшая дочь Юскэ Годая
- Синсукэ Асида — Кёскэ Годай, президент концерна Годай (брат Юскэ)
- Мицуко Мито — Отаки, старшая горничная дома Годай
- Кэй Ямамото — Кохэй Симэги
- Хидэки Такахаси — капитан Хисаёси Цугэ
- Дзюнко Нацу — Тома
- Каматари Фудзивара — отец Томы
- Ёси Като — Коитиро Амамия, банкир
- Синдзиро Эхара — Коити Хайяма, художник
- Николай Прокопович — советский офицер

#### Премьеры
- — национальная премьера фильма состоялась 11 августа 1973 года[9].
- ФРГ — европейская премьера фильма состоялась 25 октября 1974 года в ФРГ[10].
- — премьерный показ в США состоялся 2 июля 1975 года.[10]

#### Награды и номинации
Международный кинофестиваль в Карловых Варах (1974)
- Специальный приз

Премия журнала «Кинэма Дзюмпо» (1974)
- Фильм выдвигался на премию «Кинэма Дзюмпо» в номинации за лучший фильм 1973 года, по результатам голосования занял 10-е место.

## Комментарии
1. ↑  Русское название «Война и люди» распространено в советском киноведении, в том числе в  «Кинословаре»: 1986 года издания, в журнале «Искусство кино» (№ 5 за 1972 г.) и др. изданиях. Под этим же названием фильм распространён с русской озвучкой в сети Интернет. Под русским названием «Война и человек» фильм упоминается в книге Инны Генс «Меч и Хиросима» (1972), и также существует с русским переводом в Интернете.